# هاينريش فيلش
هاينريش فيلش (بالألمانية: Heinrich Welsch) (مواليد 13 أكتوبر 1888 في زارلوييس - 23 نوفمبر 1976 في ساربروكن)، كان محامي وسياسي ألماني مستقل حزبياً. شغل في الفترة 29 أكتوبر 1955 إلى 10 يناير 1956 منصب رئيس وزراء محمية سار

## روابط خارجية
- هاينريش فيلش على موقع مونزينجر (الألمانية)